# Калашников, Евгений Игоревич
Евгений Игоревич Калашников (3 июля 1951, Удмуртская АССР — ноябрь 1997, Тольятти, Самарская область) — советский и российский поэт, автор-исполнитель.

## Биография
Родился в семье актёров, игравших в различных народных театрах СССР. В 1958 году семья переехала на постоянное место жительства в Тольятти. В 16 лет Евгений Калашников пошёл работать на завод «Волгоцеммаш», параллельно учился в вечерней школе. С родным отцом конфликтовал. После развода родителей в новой семье воспитывался отчимом Метельковым Вениамином Михайловичем и считал его своим отцом, посвятил ему песню. По окончании школы работал грузчиком на хлебозаводе. Затем поехал в Москву и поступил в ГИТИС, однако не окончил его, был отчислен по личной просьбе.
Был призван в армию, служил в ракетных войсках. Демобилизовавшись в 1973 году, был осужден на три года за подделку лотерейных билетов. Затем — ещё одна судимость за хранение холодного оружия (перевозил без разрешающих документов антикварные сабли и ножи). Освободившись из мест заключения, вернулся в Тольятти и устроился заведующим студенческим клубом в ТПИ, откуда был быстро уволен. Устроился в ДК режиссёром агиттеатра, откуда тоже был почти сразу уволен. Обворовал винный магазин и был в третий раз осужден.
Несмотря на все трудности, постоянно писал стихи и исполнял их под гитару. Никогда не был приверженцем уголовной эстетики и романтики, у него не было ни одной татуировки.
В 1989 году в Тольятти совместно с Олегом Березиным и Сергеем Тришкиным основал Творческий союз художников «Солярис».
Вёл театральную студию.
Регулярно организовывал концерты авторской песни в Тольятти. Совместно с рядом поэтов и бардов стал учредителем Литературно-музыкального творческого объединения «Союз», с которым выступал на различных площадках в сборных концертах.
В 1991 году записал свой единственный альбом «Тлт Бард». Альбом был популярен у ценителей авторской песни и широко разошёлся по стране.
В 1992 году в Тольятти тиражом 20 тысяч экземпляров вышел поэтический сборник «Ещё не вечер…», в который вошли стихи Евгения Калашникова, а также Бориса Скотневского, Сергея Тришкина, Юрия Логинова, Сергея Аршинова.
Страдал от алкогольной зависимости. К середине 1990-х стал бомжом. Скончался в Тольятти в конце ноября 1997 года, точная дата смерти неизвестна. Место захоронения также неизвестно.
В 2010 году стихи Евгения Калашникова были опубликованы в Антологии журнала «Город».
Творчество Евгения Калашникова ценил и популяризировал бард Юрий Кукин. В частности, он неоднократно исполнял на концертах песню Калашникова «Мы однажды вместе с Васей…», другое название — «О вреде пьянства (о водном или базовом туризме)». Благодаря этому песня (под названием «Отдых на турбазе») стала народной, её до сих пор исполняют различные авторы.